# Jacques Grasset de Saint-Sauveur
Jacques Grasset de Saint-Sauveur (* 15. April 1757 in Montréal; † 3. Mai 1810 in Paris) war ein französischer Diplomat, Literat, Publizist und Zeichner.

## Leben

### Familie und Ausbildung im diplomatischen Dienst
Jacques Grasset de Saint-Sauveur wurde am 15. April 1757 als erster Sohn des Generalsekretärs der französischen Kolonien in Kanada André (1) Grasset de Saint-Sauveur (1724–1794) und seiner Frau Marie-Joseph Quesnel Fonblanche in Montréal geboren. Die Taufe erfolgte am 16. April in St-Sulpice. Der jüngere Bruder André (2) Grasset de Saint-Sauveur (1758–1792) starb als katholischer Priester auf dem Schafott. Der dritte Bruder André (3) Grasset de Saint-Sauveur (1761–1830) wirkte ebenfalls als Diplomat und Schriftsteller.
1764 zog die Familie von Kanada nach Paris zurück, wo sich der inhaftierte Vater gegen Korruptionsvorwürfe verantworten musste. Jacques wurde im Jesuitenkolleg Sainte-Barbe unterrichtet. Die Karriere des Vaters, der 1772 zum französischen Botschafter in Triest und der venezianischen Archipele auf Zante ernannt wurde, bestimmte zunächst die Berufswahl von Jacques Grasset de Saint-Sauveur, der unter der Regie des Vaters bis zum Vize-Konsul und Geschäftsträger Frankreichs in Ungarn aufstieg. Bereits 1772 ist der Vater nicht mehr in der Lage, die große Familie standesgemäß zu unterhalten. Er starb verarmt 1794 in Paris. Jacques Grasset de Saint-Sauveurs spätere Angaben, Vize-Koonsul in der Levante und in Kairo gewesen zu sein, sind nicht belegbar.

### Freie Tätigkeit als Schriftsteller und Publizist im Ancien Regime
Zurückgekehrt nach Paris begann Jacques Grasset de Saint-Sauveur ab 1784 an einem mehrbändigen ethnographischen Atlas der wichtigsten Völker der Erde zu arbeiten. Die Texten wurden von Jean-Francois Cornu verfasst. Nach Fertigstellung der ersten 80 Völkerdarstellungen gelang es Jacques Grasset de Saint-Sauveur die Veröffentlichungsrechte für 8000 Livres an den Verleger Pavard zu verkaufen. Pavard verlegte das vierbändige Werk mit Hilfe des wohlhabenden Juristen und Philosophen Sylvain Maréchal als Coautor bis 1788. Der Grundstock der über 300 Graphiken führte bis 1806 zu mehreren Neuausgaben, Bearbeitungen und verwandten Neuausgaben.
Nach dem Verkauf der Buchrechte versuchte Jacques Grasset de Saint-Sauveur in den französischen Kolonialdienst zu treten. Das Bewerbungsschreiben aus Straßburg vom 25. März 1785 an den Außenminister Charles Gravier, Graf von Vergennes ist erhalten. Er beabsichtigte zu diesem Zeitpunkt eine Studienreise durch das Elsass, Lothringen, Deutschland und Österreich.
Die Bewerbung blieb ohne Erfolg. Der Minister sagte lediglich eine gewisse Unterstützung der Reise zu. Jacques Grasset der Saint-Sauveur unternahm bis zum Ende des Ancien Regimes weitere ausgedehnte Reisen in Begleitung eines von ihm angestellten Zeichner. Er verfasste, teilweise in Zusammenarbeit mit Sylvain Maréchel, libertine in den Tropen handelnde Abenteuergeschichten und amouröse Novellen.

### Der Citoyen Grasset-St-Sauveur
Nach 1789 schloss sich der Citoyen Jacques Grasset-St-Sauveur dem linken Flügel der Sansculotten an. Eine aktive Beteiligung an der Verschwörung der Gleichen, in der sich Der Freund Sylvain Maréchal engagierte, ist nicht belegt. Die Revolution spaltete die Familie. Der jüngere Bruder Andé (2) entschied sich 1792 für den Gang auf das Schafott. Jacques Grasset-St-Sauveur unterstützte dagegen die Revolution publizistisch.

### Aktivitäten im Directoire und Empire
Nach dem Ende der revolutionären Phase verlegte sich der Citoyen Jacques Grasset-St-Sauveur, der zu dieser Zeit immer wieder in finanziellen Engpässen steckte, auf erneute Ausgaben seiner ethnografischen Werke und entwarf im Stil der Zeit Darstellungen antiker Kostüme, Uniformen und republikanischer Funktionsträger. Einige der Arbeiten aus der Zeit des Directoire entstanden im Auftrag des Innenministeriums. Daneben verfasste er philosophische Betrachtungen und erneute freizügige Novellen. In der Zeit zwischen 1802 und 1804 schloss sich Jacques Grasset Saint-Sauveur einer vagabundierenden Komödiantentruppe an, die sich etwa 1804 auflöste. 1806 beteiligte er sich als Kupferstecher an einer botanischen Veröffentlichung von Joseph Roques und an einem Portraitband berühmter Schauspieler und Schauspielerinnen des französischen Theaters.
Am 3. Mai 1810 verstarb Jacques Grasset-Saint-Sauveur in Paris. 1812 folgte ein Sachbuch für die Jugend als letzte posthume Veröffentlichung.

## Grasset de Saint-Sauveurs Einstellung zu Sklaverei und Kolonialismus

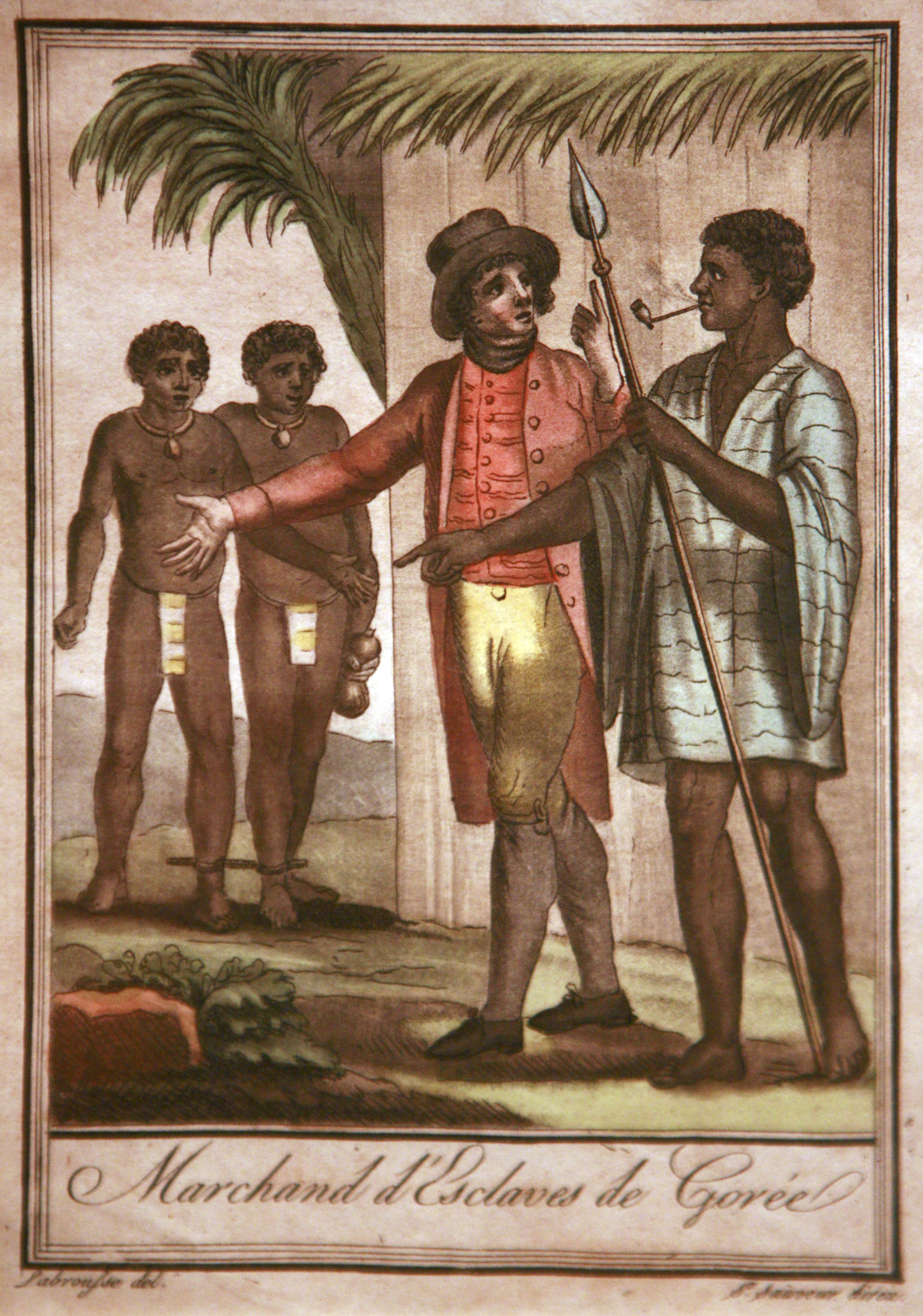
Jacques Grasset de Saint-Sauveur: Sklavenhandel auf der Insel Gorée

Jacques Grasset de Saint-Sauveur prangerte in seinen Schriften die Sklavenhaltung in all ihren Formen und unter allen Völkern als verbrecherisch an. Als Kind seiner Zeit hielt er Europa für den entwickeltsten Kontinent und sah es als Aufgabe der Europäer an, durch Kolonisation andere Erdteile weiterzuentwickeln.

## Die Encyclopedie des voyages auf Porzellan
Die Manufaktur Alluaud in Limoges legte inspiriert von der Encyclopedie des voyages um 1830 eine Serie von Tellern auf, die mit den Völkerdarstellungen der vier Kontinente bemalt sind.

## Werke

### Kleidungs- und Reisedarstellungen
- Moeurs, loix et costumes des habitans de la Baye de Norton, sine Impressum, 4°, 4 S., 2 kolorierte Tafeln.
- Costumes civils actuels de tous les peuples connus, dessinés d’après nature, gravé et colorés, accompagneés d’un Abrégé historique sur les Coutumes, Moeurs, Religions, Sciences, Arts, Commerce, Monnoies etc. etc.* , Chez l’auteur, Paris, 1784, klein 4°.
- Costumes civils actuels de tous les peuples connus, dessinés d’après nature par Grasset de Saint-Sauveur, avec des notices historiques, Knapen et fils, Lesclapart, Paris, 5 Bände,4°.
- Tableaux cosmographiques de l’Europe, de l’Asie, de l’Afrique et de l’Amérique (…) par. M. Chevalier Grasset de Saint-Sauveur, l’auteur, Paris, 4°.
- Costumes civils actuels de tous les peuples connus, dessinés d’après nature, gravés et colorés, accompagneés d’un Abrégé historique sur les Coutumes, Moeurs, Religions, Sciences, Arts, Commerce, Monnoies. Rédigés par M. Sylvain Maréchal, Pavard, Paris, 1788, 4 Bände, 8°.
- Costumes des représentans du Peuple, membres des deux conseils, du Directoire Exécutif, des Ministres, des tribunaux, des messagers d’État, hussiers, et autres fonctionnaires publics, etc., dont les dessins originaux ont été confiés par le ministre de l’Intérieur au Citoyen Grasset-St-Sauveur gravées (sic!) par le cit. Labrousse, artiste de Bordeaux, connu par ses talens, et colorés d’après nature et avec le plus grand soin. Chaque figure est accompagné (sic!) d’une notice historique, Deroy, Paris, 1796, 31 S. und kolorierte Platten.
- Encyclopédie des voyages contenant l’abrégé historique des moeurs, usages, habitudes domestiques, religions, fêtes, supplices, funérailles, sciences, arts, et commerce de tous les peuples: et la collection complette de leurs habillemens civils, militaires, religieux et dignitaires, dessinés d’apres la nature, gravés avec soin et colorés à l’aquarelle, Deroy, Paris, 1796, 5 Bände in 4° mit 432 Tafeln.
- Recueil complet des costumes des autorités constituées civiles, militaires et de la marine, dont les dessins ont été confiés au Citoyen S. Sauveur par le ministre de l’intérieur, Deroy, Paris, 4°, 48 S. und Tafeln.
- Tableau des Decouvertes du Cap.ne Cook, & de la Pérouse, chez l’auteur, Paris, 1798
- Tableaux des Principaux Peuples de l’Afrique, chez l’auteur, Paris, 1798.
- Tableau des principaux peuples de l’Europe, de l’Asie, de l’Afrique, de l’Amérique, et les découvertes das capitaines Cook, La Pérouse, etc., chez l’auteur, Paris, 1798.
- Moeurs, loix et costumes des sauvages du Canada, Chez les principaux libraires du royaume, 18??,4°.
- Musée des voyageurs et des marins, Palais Ègalité, 1800, 12°, 70 S.
- Recueil factice de vingt-deux planches ou couleurs et texte incomplet, costumes de Taiti, Iroquois, Congo Samoyedes, (1800), 6 S., 22 Tafeln.
- Voyages pittoresques dans les quatre parties du monde ou Troisième édition de l’Encyclopédie des voyages, Veuve Hocquart, Paris, 1806.

### Novellen und Romane
- Hortense, ou la jolie courtisane, sa vie dans Paris, ses aventures tragiques avec le nègre Zéphire dans les déserts de l’Amerique, chez Tiger, Paris, 2 Bände, 12°.
- Hortense, ou la jolie courtisane, sa vie dans Paris, ses aventures tragiques avec le nègre Zéphire dans les déserts de l’Amerique. Suivi de Diego, dans l’ile de la Jamaique, d’Azakia, sauvage huronne, d’Adelaide, jeune sauvage(…), Pigoreau, Paris, 1796, 8°.
- La belle captive, ou histoire véritable du naufrage & de la captivité de Mlle. Adeline, comtesse de St-Fargel, âgée de 16 ans, dans une parties du royaume d’Alger, en 1782, Musier, Paris, (1786), 18°, 172 S.
- Les amours du fameux comte de Bonneval, pacha à deux queues, connus sous le nom d’Osman, rédigé d’après quelques mémoires particuliers, Deroy, Paris, 1796, 18°.
- Le Sérail, ou Histoire des Intrigues Secrettes et amoureuses des Femmes du Grand Seigneur, Deroy, Paris 1796, 18°.
- Waréjulio et Zelmire, histoire véritable, traduite de l’Anglois, Paris, 1796.
- Les amours d’Alexandre et de Sultane Amasille, Paris, 1797.

### Sonstige Schriften
- Principes élémentaires d’education républicaine, précédés des droits et des devoirs de l’homme et du citoyen, augmentés des XXV préceptes de la raison, adressés aux vrais Sans-Culottes, Mame, Angers.
- Tableaux de la Fable ou nouvelle histoire des dieux, demi-dieux et héros de la fable représentée par figures, et accompagnée d’explications, par MM. J. Grasset de Saint-Sauveur et Sylvain *** (Sylvain Maréchal), Pavard, Paris, 1785–1789, 9 Bände, 12°.
- Les vingt-cinq préceptes de la raison, par J. Grasset-St-Sauveur, Bordeaux, 1793.
- La mythologie mise à la portée de toute le monde; orné des figures, Paris, 1793.
- Les XXV préceptes de la raison rédigés par le citoyen J. Grasset-Saint-Sauveur (…) et mis en vers par le citoyen C. Renard (…) suivis d’une prière républicaine, Onfroy, Paris, 1794, 24°, 24 S.
- L’antique Rome ou Description historique et pittoresque de tout ce qui concerne le peuple romain: dans ses costumes civiles (sic!), militaires, et réligieux, dans ses moeurs publiques et privées, depuis Romulus jusqu’à Augustule. Ouvrage orné de cinquante tableaux, Deroy, Paris, 1794, 4°, 224 S, und Platten.
- Les Fastes du peuple francais, ou Tableux raisonnés de toutes les actions héroiques et civiques du soldat et du citoyen francais. Ouvrages ornés de Gravures, représentant les belles actions, traits de courage, de bienfaisance, de patriotisme et humanité (sic!) qui ont illustré la nation francaise. Par Jacques Grasset Saint-Sauveur, chez l’Auteur, Paris 1796, 4°.
- Les trois manuels, ouvrage moral écrit dans le genre d’Èpictète. 1° Manuel des infortunés. 2° Manuel des indigents. 3° Manuel de l’homme hônette (…). Par J. Grasset-Saint-Sauveur, Deroy, Paris, 1796, 12°, XII, 128 S. und Platten.
- L’Esprit des „ana“, ou de tout un peu, recueil contenant l’élite des bons mots (…), le tout entremêlé de pensées ingénieuses et philosophiques, Barba, Paris, 1802, 12°.
- Archives de l’honneur, ou notice sur la vie militaire des Généraux de Brigade, Adjudans-commandans, Colonels, majors, Chefs de bataillon et d’escadron, Capitaines, Lieutenans, Sous-Lieutenans et Légionnaires d’honneur; (…), Laurens d’aîné, Paris, 1805, 4 Bände, 4°.
- Plantes usuelles, indigènes et exotiques, déssinées et coloríées d’après nature, avec la description de leurs caractères distinctifs et de leurs propriétés médicales, par Joseph Roques, Paris 1807–1808, 4°.
- Galerie dramatique ou Acteurs et Actrices célèbres qui sont illustrés sur trois grands Théâtres de Paris: Ornée de soixante portraits. Par J. G. Saint-Sauveur, Veuve Hocquart, Paris, 1809, 32°.
- Muséum de la jeunesse, ou Tableaux historiques des sciences et des arts (…). Par feu J. Grasset de Saint-Sauveur (…), Veuve Courcier, Paris, 1812, 4°.